# Aeroportul Idiofa
Aeroportul Idiofa (IATA: IDF, ICAO: FZCB) este un aeroport din Idiofa, Provincia Kwilu, Republica Democratică Congo ce deservește zona Idiofa.
Situat la o altitudine de 701 m, aeroportul dispune de 1 pistă.

## Infrastructură

### Piste
Aeroportul dispune de o singură pistă. Pista are orientarea 07/25. 